# Farmington (Arkansas)
Farmington es una ciudad en el condado de Washington, Arkansas, Estados Unidos. Para el censo de 2000 la población era de 3.605 habitantes. La ciudad limita con Fayetteville al oeste.

## Geografía
Farmington se localiza a 36°2′32″N 94°14′43″O / 36.04222, -94.24528. De acuerdo con la Oficina del Censo de los Estados Unidos, la ciudad tiene un área total de 12,4 km², de los cuales el 100% es tierra.

## Demografía
Para el censo de 2000, había 3.605 personas, 1.337 hogares y 1.013 familias en la ciudad. La densidad de población era 290,7 hab/km². Había 1.390 viviendas para una densidad promedio de 111,8 por kilómetro cuadrado. De la población 94,01% eran blancos, 0,64% afroamericanos, 1,75% amerindios, 0,25% asiáticos, 0,94% de otras razas y 2,41% de dos o más razas. 2,19% de la población eran hispanos o latinos de cualquier raza.
Se contaron 1.337 hogares, de los cuales 43,6% tenían niños menores de 18 años, 58,8% eran parejas casadas viviendo juntos, 14,1% tenían una mujer como cabeza del hogar sin marido presente y 24,2% eran hogares no familiares. 19,1% de los hogares eran un solo miembro y 7,4% tenían alguien mayor de 65 años viviendo solo. La cantidad de miembros promedio por hogar era de 2,70 y el tamaño promedio de familia era de 3,09.
En la ciudad la población está distribuida en 30,7% menores de 18 años, 10,3% entre 18 y 24, 34,5% entre 25 y 44, 16,1% entre 45 y 64 y 8,4% tenían 65 o más años. La edad media fue 30 años. Por cada 100 mujeres había 93,8 varones. Por cada 100 mujeres mayores de 18 años había 85,3 varones.
El ingreso medio para un hogar en la ciudad fue de $38.969 y el ingreso medio para una familia $43.472. Los hombres tuvieron un ingreso promedio de $30.317 contra $21.250 de las mujeres. El ingreso per cápita de la ciudad fue de $15.387. Cerca de 5,2% de las familias y 7,5% de la población estaban por debajo de la línea de pobreza, 7,3% de los cuales eran menores de 18 años y 12,1% mayores de 65.